# Blanca Estela Pavón

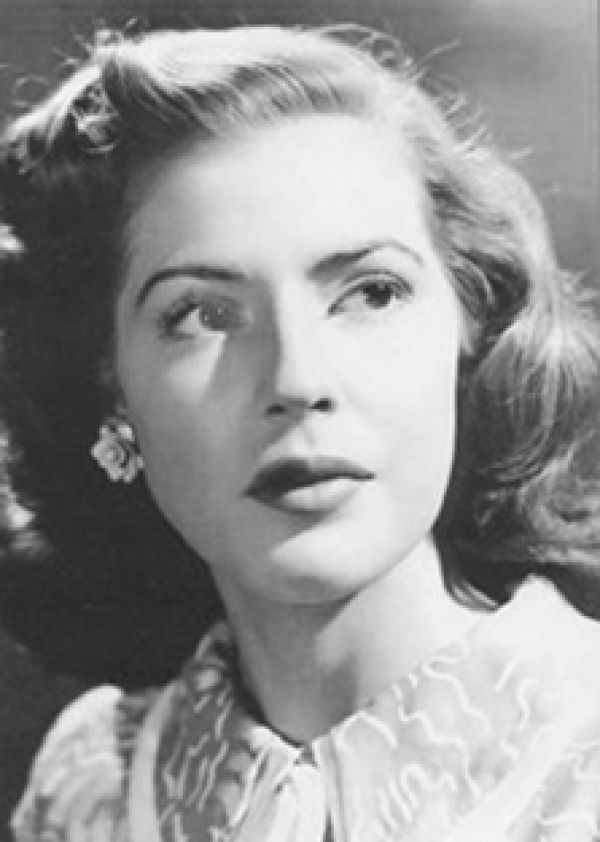
Blanca Estela Pavón

María Blanca Estela Pavón Vasconcelos, auch bekannt unter dem Spitznamen La Chorreada (* 21. Februar 1926 in Minatitlán, Veracruz; † 26. September 1949 bei Amecameca südöstlich von Mexiko-Stadt), war eine mexikanische Schauspielerin in der goldenen Epoche des mexikanischen Films.

## Kindheit und Jugend
Bereits im Alter von neun Jahren begann Pavón, als darstellende Künstlerin einer Radiostation in Orizaba zu arbeiten. Die bei dieser Tätigkeit erlangten sprachlichen Fähigkeiten ermöglichten ihr später Verträge als spanische Synchronsprecherin bei US-amerikanischen Filmproduktionsgesellschaften. So gab sie Vivien Leigh ihre Stimme in der spanischen Synchronfassung von Vom Winde verweht und ebenso Ingrid Bergman in Das Haus der Lady Alquist.
Zur Förderung ihres Talents beschlossen ihre Eltern den Umzug nach Mexiko-Stadt, wo sie ihre schauspielerische Ausbildung intensivierte und Musikunterricht nahm.
Im Jahr 1937 war sie als Statistin in dem Film Huérfanos del divorcio „(Scheidungswaisen)“ erstmals auf der Leinwand zu sehen. 1941 erhielt sie ihre erste Nebenrolle in dem Musical La liga de las canciones. 

## Schauspielerin
In dem Film Cuando lloran los valientes trat Pavón erstmals an der Seite des populären mexikanischen Schauspielers Pedro Infante auf, mit dem sie im Lauf der nächsten Jahre öfter vor der Kamera stand – so u. a. in der romantischen Komödie ¡Vuelven los García! und in dem Drama Nosotros, los pobres, in dem Pavón die Rolle der Celia „La Chorreada“ verkörperte, der sie ihren kommenden Spitznamen verdankte. Ihr nächster gemeinsamer Film war Los tres huastecos, in dem Pavón erstmals die weibliche Hauptrolle an der Seite von Pedro Infante verkörperte. Danach drehten sie gemeinsam Ustedes, los ricos, in dem Pavón noch einmal in die Rolle der Celia „La Chorreada“ schlüpfte. Ihr letztes gemeinsames Filmprojekt war La mujer que yo perdí. Anschließend drehte Pavón mit Ladronzuela ihren letzten Film. 

## Tragisches Ende

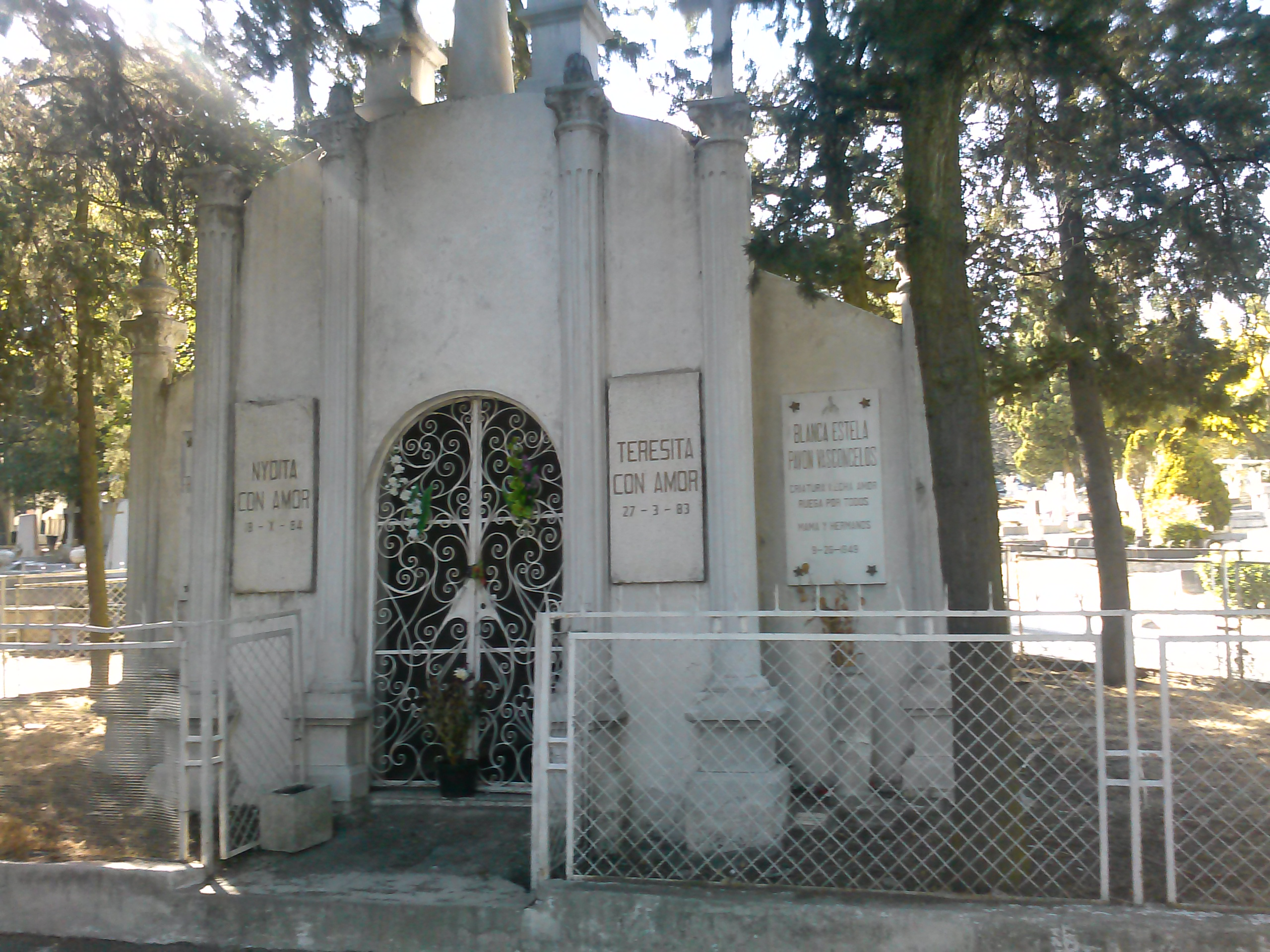
Grabstätte von Blanca Estela Pavón

Im September 1949 unternahm die gefeierte Schauspielerin zu Präsentationszwecken einige Reisen durch Mexiko. Auf dem Rückweg einer Vorstellungsreise im mexikanischen Bundesstaat Chiapas zerschellte das von ihr benutzte Flugzeug an einem Vulkan unweit der Stadt Puebla. Ihr Tod im Alter von nur 23 Jahren erscheint umso tragischer durch die Tatsache, dass Pavón für diesen Flug zunächst kein Ticket besaß und dieses erst kurz vor dem Abflug von ihrer Schauspielkollegin Yolanda Montes „Tongolele“ erwarb, die weniger in Eile war.
Ihre sterblichen Überreste wurden auf dem Panteón Jardín von Mexiko-Stadt bestattet.